# 大ザブ川
大ザブ川（だいザブがわ、Great Zab）はトルコとイラクを流れる川である

。全長およそ400キロメートルの長さを持つ。源流はトルコにあるヴァン湖付近であり、イラクのモースル市の南でティグリス川に合流する。少なくとも6つのダムが大ザブ川およびその支流で計画されているが、実際に建造されているのはベフメ・ダムだけであり、これも湾岸戦争の後に建設が停止した。
大ザブ川の流域面積はおよそ40,300平方キロメートルに及び、数多くの支流と合流する。大ザブ川とその支流の水は主として降雨と雪解け水によって供給されており、その結果として年間における流量の変動は大きい。
ザグロス山脈には少なくとも後期旧石器時代から人類が居住しており、シャニダール洞窟の遺跡によってネアンデルタール人が大ザブ川流域に住んでいたことがわかっている。この地域についての歴史的記録は前3千年紀から利用できる。新アッシリア時代、大ザブ川からアッシリアの首都ニムルドの周辺に灌漑用水が供給されていた。ウマイヤ朝の終焉を告げたザブの戦いは大ザブ川の支流そばで戦われ、また、この川の河谷はモンゴル帝国がイラクを征服した際には難民の避難所として機能した。19世紀から20世紀にかけて、大ザブ川流域では現地のクルド人部族が自治権を目指して頻繁に蜂起した。

## 流路
大ザブ川はトルコにあるヴァン湖の東側の地域、海抜標高およそ3,000メートルの場所に源流を持ち、イラク領内でティグリス川の左岸から合流する。トルコでは大ザブ川はヴァン県とハッキャリ県を横切り、イラクではクルディスターンのドホーク県とアルビール県を通過する。ティグリス川と共に、大ザブ川はアルビール県とニーナワー県の境界線となっている。大ザブ川の上流は、岩場が多い山あいの急流となっている。アマディヤとベフメ峡谷（Bekhme Gorge）の間には未完成のベフメ・ダムが残されている。この地域はサプナ渓谷と呼ばれており、もしもベフメ・ダムが完成すればその大部分は水没する。多数の渓流と涸れ川（ワジ）が両岸から大ザブ川に合流する。これらの主だったものはthe Rubar-i-Shin川、ルクチュク（Rukuchuk）川、Rubar-i-Ruwandiz川、Rubat Mawaran川がある。
大ザブ川の長さの推計には392キロメートル、および473キロメートルといったものがある。そのうちおよそ300キロメートルはイラク領内を流れる。大ザブ川の平均流量は419立方メートル毎秒であるが、流量のピークとして1320立方メートル毎秒が記録されている。平均年間流量は13.2立方キロメートルである。古来、暴れ川として知られ、中世のアラブの地理学者たちは大ザブ川を（小ザブ川と共に）「悪魔が取り付いている」と表現している。

## 流域
大ザブ川の流域面積の推計値は差が大きい。狭い見積もりでは25,810平方キロメートル、広い見積もりでは40,300平方キロメートルとなる。流域面積のおよそ62パーセントがイラク領内に位置し、残りがトルコ領内にある。大ザブ川の流域の南側は小ザブ川の流域に接しており、東側はティグリス川の流域に接している。ザグロス山脈は並走する石灰岩の褶曲山脈であり、海抜3,000メートルを超える。大ザブ川の河谷を含む山あいの渓谷と南西の山麓地帯は砂利・礫岩・砂岩で満たされている。これは水による浸食の結果である。大ザブ川流域内のアマディヤ渓谷（The Amadiya valley）は、シャフリゾールとラニヤ平原に次いでイラク領内のザグロス山脈で3番目に大きな渓谷である。
大ザブ川はザグロス山脈の高地から湧き出ている。この地域の冬は寒く、年間降水量は1,000ミリメートルを超える。ここから大ザブ川は年間降水量が300ミリメートルを下回るザグロス山脈の山麓に下り、ティグリス川と合流する。この山麓地帯の夏の平均気温は一般的にザグロス山脈の上方より高い。ザグロスの高地は3つの異なる生物地理区（Terrestrial ecozone）によって特徴づけられる。森林限界がある標高1,800メートルよりも上では草（herbs）と灌木（shrubs）が支配的な植生であり、標高1800メートルから610メートルの間では開けたオーク（Quercus aegilops）の森が中心であり、河谷の随所に沼沢地がある。この森林地帯の標高が高い位置では、オークの他にセイヨウネズ（juniper）を見ることができ、中間的な高度にはセイヨウトネリコ（ash）、サンザシ（hawthorn）、カエデ（maple）、クルミ（walnut）が生育している。また、より乾燥した低高度ではピスタチオとオリーブの木が確認できる。現在、山麓地帯の多くは耕作地となっているが、疎らにPhlomis属（genus）の草（herbs）が支配的な自然植生が残されている。

## 河川改修
現在までに、大ザブ川には大型のダムが1つ部分的に建設されている。それはイラクのベフメ・ダム（Bekhme Dam）である。またトルコの、堰を用いた24メガワットの流れ込み式によるBağışlı水力発電所がある。大ザブ川流域のトルコ側とイラク側を合わせて、他に5つのダム計画がある。トルコのState Hydraulic Worksにおいてチュクルジャの近郊でチュクルジャ・ダムとDoğanlı・ダムが、ハッキャリ市のそばでハッキャリ・ダムが計画されている。最終設計ではハッキャリ・ダムは245メガワットの出力を持つ発電所を備え、チュクルジャ・ダムとDoğanlı・ダムはそれぞれ245メガワットおよび462メガワットの発電所を稼働させることになっている。
イラクはベフメ・ダムとDeralokダムの建設を開始し、他にハージル・ゴミル・ダム（Khazir-Gomel）とマンダワ・ダム（Mandawa）という2つのダムを計画している。治水と灌漑用水のために大ザブ川のベフメ峡谷にダムを建設しようという計画が初めて提案されたのは1937年である。しかし、検討の結果、この場所はダム建造に適さないと判断され、計画は放棄された。1976年、大ザブ川の他の3つの地点が新たに提案された。これには以前の検討で提案されたベフメ峡谷も含まれていた。そして最終的に1989年にベフメ渓谷が選定され、建設が開始された。ベフメ・ダムの建設は1990年の湾岸戦争の勃発によって中断され、未完成のまま残された。戦後、ダムの建設現場は略奪にあった。ベフメ・ダムは230メートルの高さを持ち、合計1,560メガワットの6基タービンを収容した地下水力発電所を持つロックフィルダム（rockfill dam）となる計画となっていた。ベフメ・ダムが作り出すダム湖は17立方キロメートルの容量を持つ予定であり、完成していれば多くの村落、Zawi Chemi Shanidarの遺跡、そしてシャニダール洞窟へアクセスする道路が水没していたであろう（なお、洞窟そのものは水没を免れる）。

## 歴史

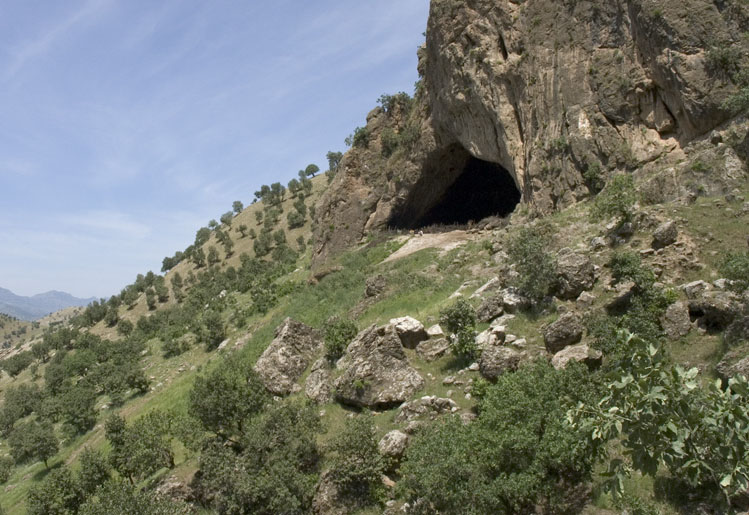
シャニダール洞窟の入り口。

ザグロスにおける人類の居住は後期旧石器時代まで遡る。これは、この時代の洞窟遺跡が山脈のイラン側で数多く発見されていることによって証明されている。中期旧石器時代の石器群が、小ザブ川の南にある洞窟遺跡、バルダ・バルカ（Barda Balka）と、ザグロスのイラン側から見つかっている。ネアンデルタール人と解剖学的な現生人類の両者が使用していたムスティエ文化の石器群も、最近アルビールで発見された。また、シャニダール遺跡にもネアンデルタール人が居住していた。この洞窟遺跡があるサプナ渓谷では、中期旧石器時代から亜旧石器時代まで数々の集落が営まれ続けた。この遺跡は特にネアンデルタール人の埋葬跡によって良く知られている。シャニダール遺跡における亜旧石器時代の居住跡と、同時代のケバラ文化の石器群は、解剖学的な現生人類が大ザブ川流域に居住していたことを示す最古の証拠である。続く原新石器時代（Protoneolithic）すなわちナトゥーフ文化の時代の居住跡と、付近にあるZawi Chemi Shanidarの野外遺跡における最古の居住跡は同時代に属する。ハージル川（大ザブ川の支流）に面するM'lefaatは前10000年頃に年代付けられる狩猟採集民の小村落で、レヴァントの先土器新石器時代Aに平行する時代のものである。大ザブ川の下流域の平野の南にあるアルビールの城塞における考古学的調査によって、この遺跡には前6千年紀から人が住み続けていることが示されている。
この地域に触れる最古の歴史的文書はウル第3王朝の王シュルギがウルビルムの町（現在のアルビール）に言及したものである。アッシリアの偉大な首都、アッシュル、ニネヴェ、ニムルド、そしてドゥル・シャルキンは全て、大ザブ川がティグリス川に注ぎ込むザグロスの山麓地帯にあり、大ザブ川流域は中アッシリア時代と新アッシリア時代に、アッシリアに徐々に統合されていった。前706年までアッシリアの首都であったニムルドは大ザブ川とティグリス川の合流点から僅か10キロメートルの場所に位置する。アッシリア王アッシュル・ナツィルパル2世はPatti-Hegalliと呼ばれる運河を建設した。この運河は大ザブ川からニムルド周辺へと灌漑用水を供給するものであり、アッシュル・ナツィルパル2世の後継者であるティグラト・ピレセル3世とエサルハドンもこの運河を修復した。今日でも見ることができるこの運河は大ザブ川の右岸に沿って走り、トンネルによって岸壁を通り抜けている。アッシリアが崩壊した後、メディア人がこの地域の支配権を握り、さらに前550年、アケメネス朝（ハカーマニシュ朝）がそれを引き継いだ。前331年のガウガメラの戦い（アレクサンドロス3世がアケメネス朝を滅ぼす決定打となった戦いの1つ）は恐らく大ザブ川の北、モースルの近郊で戦われたと言われている。前323年にアレクサンドロス3世が死去した後、この地域の支配権はセレウコス朝が握った。
西暦750年、ウマイヤ朝の最後のカリフ（ハリーファ）マルワーン2世はアッバース朝のサッファーフにザブの戦いで敗れた。この戦いは大ザブ川の支流ハージル川の川岸で行われた。13世紀にモンゴルがイラクを席捲しアルビールを略奪した時、多くの生存者が僻遠の大ザブ川渓谷に避難した。サプナ渓谷はZawi Chemi Shanidarで発見されたキリスト教徒の工芸品が証明するように、キリスト教徒とムスリム双方のコミュニティの故郷であった。19世紀の間、この地域はクルド人の族長の支配下に入った。第1次世界大戦ではこの地域で激しい戦闘が行われ、Rawandizの町は1916年にロシア群の兵士たちに略奪された。第1次世界大戦の後、独立したクルド人の政治的地位の確立を追及するクルド人のバルザニ―族と他のクルド人部族の間で、そしてバルザニ―族とイラク政府の間でも激しい戦いが行われた。この戦いの最後の蜂起は1974年に始まり、大ザブ川流域の町や村は激しい砲撃に晒された。

### 名前について
1. ↑  大ザブ川の各言語における表記は、英語：Great Zab/Upper Zab、アラビア語: الزاب الكبير：al-Zāb al-Kabīr、クルド語: Zêy Badînan/Zêyê Mezin、トルコ語: Zap、シリア語 (マクロランゲージ): ܙܒܐ ܥܠܝܐ：zāba ʻalya、アルメニア語: Մեծ Զավ：Mets Zav、中世ギリシア語：μέγας Ζβαω、古代ギリシア語：Λκοω、アッカド語：Zabu ēlūとなっている[1]